# 非洲縱向佔領政策
非洲縱向佔領政策，又稱縱斷政策，是英國於19世紀提出的非洲殖民地佔領政策。該政策目的是佔領垂直非洲北南的一大片土地，由非洲北部尼羅河延伸至非洲南部開普殖民地。該政策最後以成功告終。

## 起因

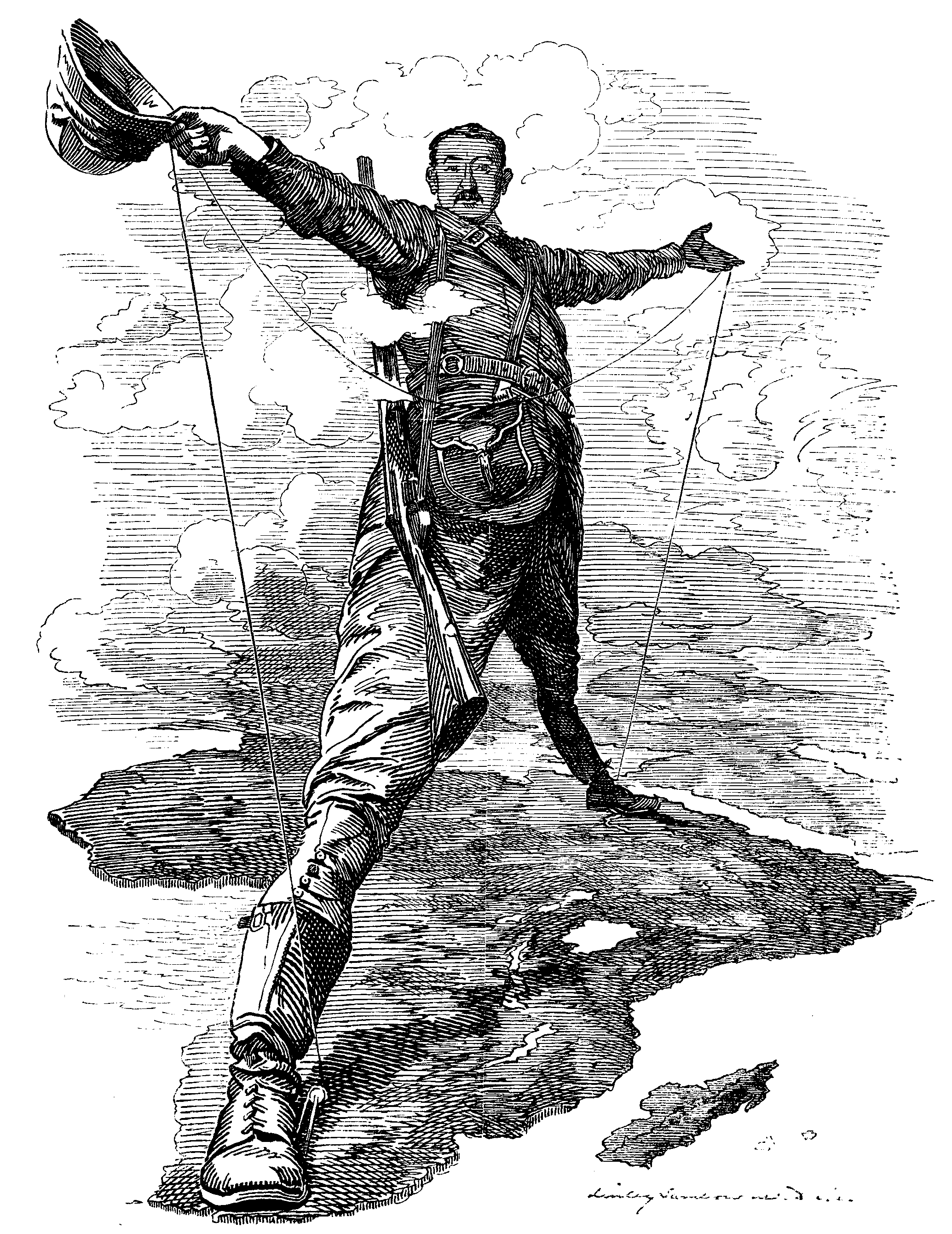
一幅漫畫顯示英國完成非洲縱向佔領政策。

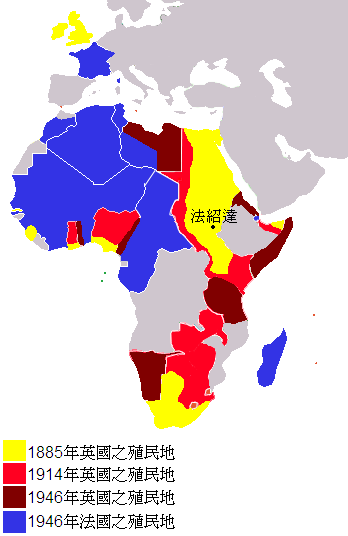
英國擴張時，曾於蘇丹與法國發生衝突，而最終戰勝，奠定其地位之餘，亦在第一次世界大戰中和法國、葡萄牙和比利時結盟戰勝德意志帝國後完成非洲縱向佔領政策。

英國首先於18世紀中葉侵佔了南非，後再侵佔了埃及。後來，英國對非洲的慾望增加，企圖佔領大片非洲殖民地，成為非洲最強的殖民者，並稱霸非洲。

## 經過
19世紀末，英國開始有意連接埃及和南非。英國的最終目的是完成佔領大片東非，垂直地佔領殖民地。因此目的是連接非洲北岸的埃及和南非的開普殖民地，形成英國壟斷的優勢。因此英國先後佔領了現今的萊索托、岡比亞、加納、埃及、肯尼亞、贊比亞、馬拉維、津巴布韋、南非、斯威士蘭、蘇丹、坦桑尼亞和烏干達，幾乎整個東非和南非都在英國的掌控下。但當時法國擴展到蘇丹時，卻被英軍阻擋其推進。為了爭奪於非洲的霸權、利益、殖民地和壟斷，於是英法於法紹達爆發衝突，結果是英國戰勝，法國只好退回查德，讓步予英國，並將於蘇丹的權力交予英國。這樣一來，法國便失敗推行其非洲橫向佔領政策，而英國則保住了自己於蘇丹的領土外，更加消滅了法國的威脅，英國與實現非洲縱向佔領政策更加接近。但英國還有一個障礙使之完成非洲縱向佔領政策，就是德屬東非及比屬剛果於中非的阻隔。後來英國於第一次世界大戰中戰勝，更獲得德意志帝國在非洲的殖民地如納米比亞、坦桑尼亞和喀麥隆一部分。這樣，英國靠獲得坦桑尼亞而成功連接烏干達與贊比亞和馬拉維，而成功完成非洲縱向佔領政策。

## 影響
非洲縱向佔領政策的成功奠定了英國於非洲的霸權，法國屈居第二的事實。

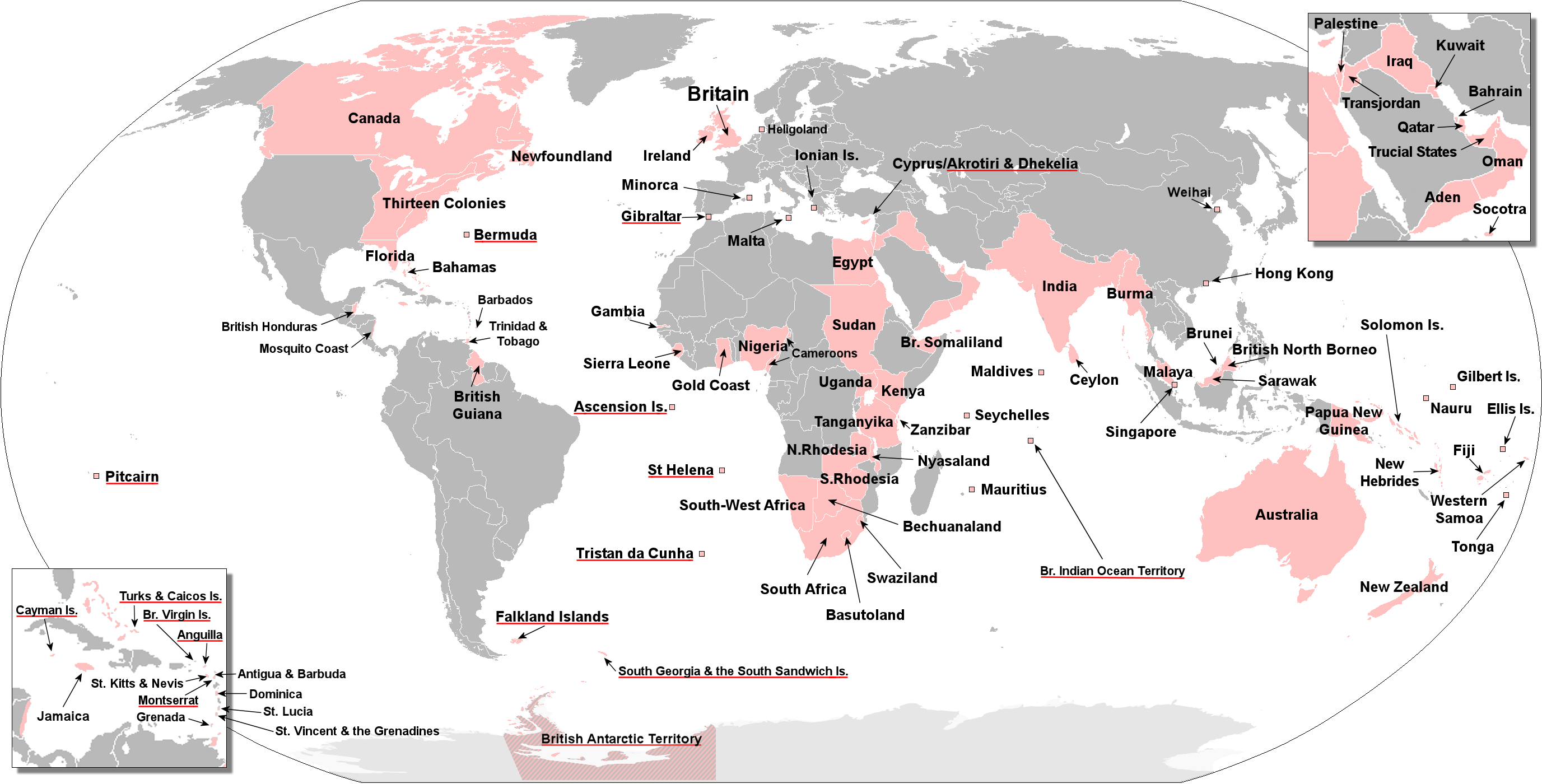
由地圖中可以清楚看出，英國幾乎壟斷了整個東非和南非，並成功連接埃及與南非，於非洲呈現出一塊垂直的殖民地。